# Rudolf Stang
Pour les articles homonymes, voir Stang.
Rudolf Stang, né le 26 novembre 1831 à Düsseldorf et mort le 2 janvier 1927 à Boppard, est un peintre et graveur allemand de portraits et de paysages.

## Biographie
Rudolf Stang naît le 26 novembre 1831 à Düsseldorf,.
Il étudie sous la direction de Josef von Keller à l'académie des beaux-arts de Düsseldorf. Il est célèbre pour ses eaux-fortes et ses gravures au burin d'après les anciens maîtres italiens.
Rudolf Stang meurt le 2 janvier 1927 à Boppard.

## Œuvres
- Sposalizio, d'après Raphaël[4]
- Jeune fille fellah, d'après Landelle, Paris[4]
- Fornarina, d'après Raphaël[4]

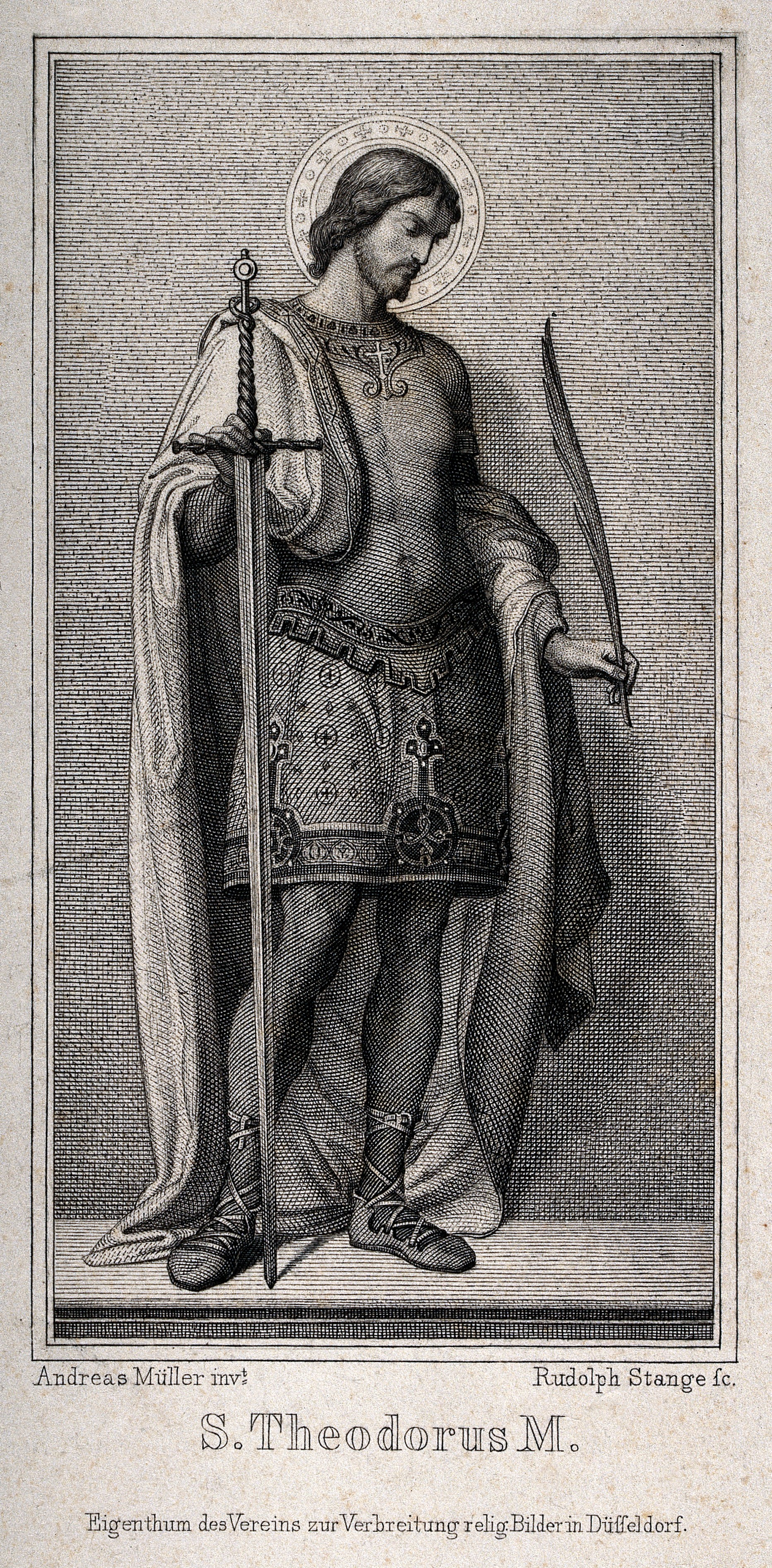
Saint Théodore, d'après Andreas Müller (Wellcome Collection).
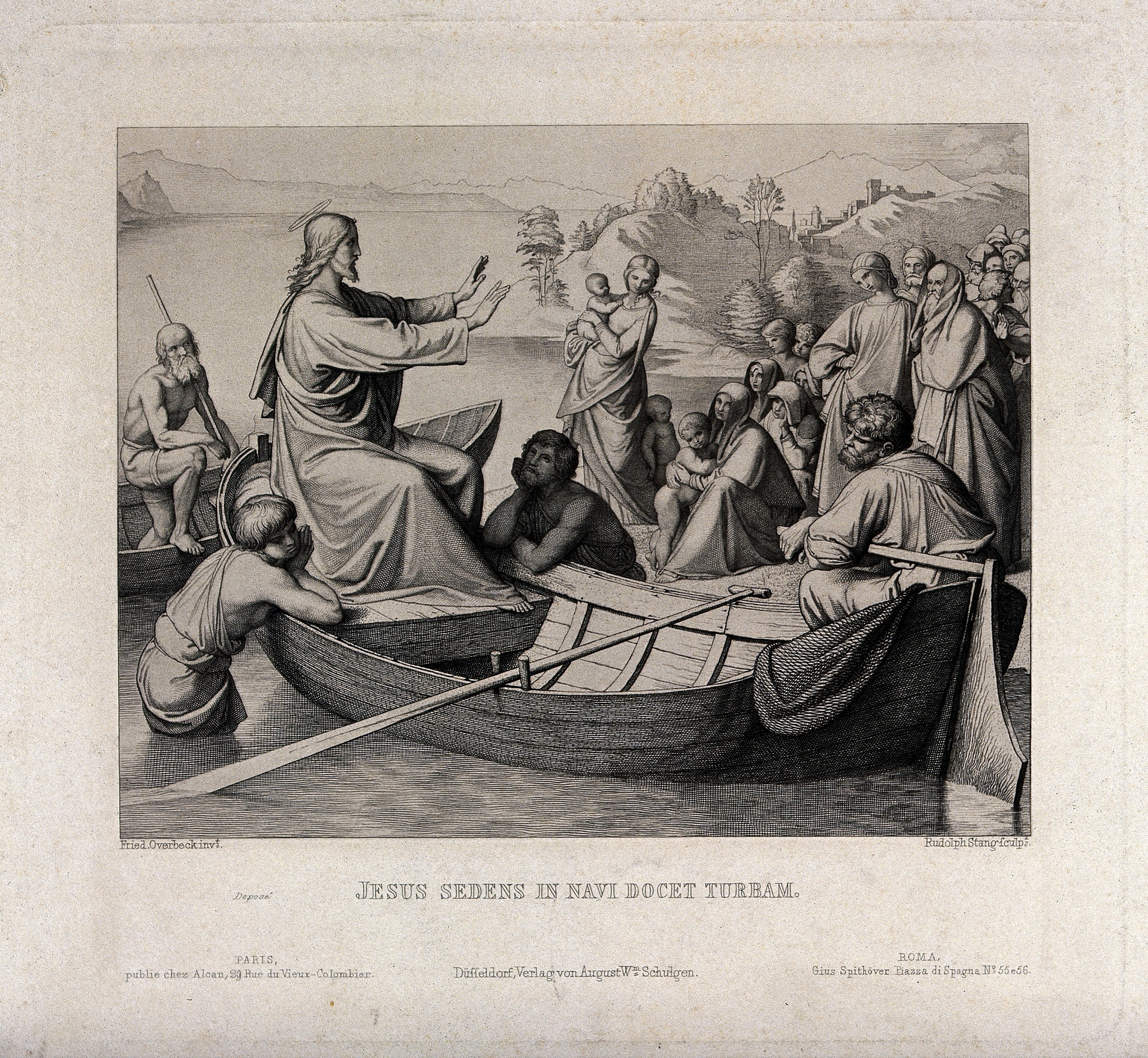
Le Christ, assis sur un bateau, calme la foule sur la côte, d'après Johann Friedrich Overbeck (Wellcome Collection).
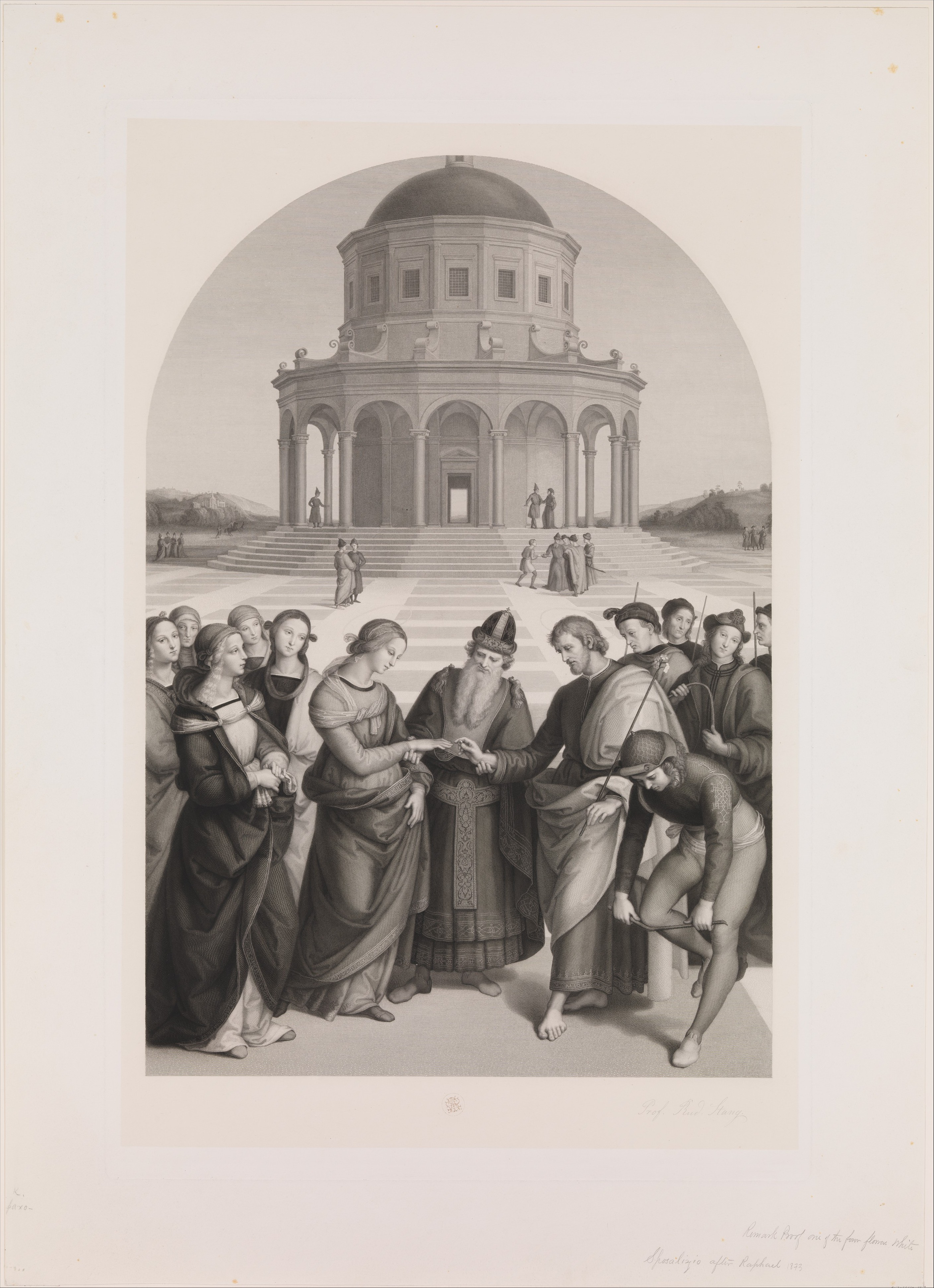
Marriage de Joseph et Marie, d'après Raphaël (Metropolitan Museum of Art).